# 3642 Frieden
A 3642 Frieden (ideiglenes jelöléssel 1953 XL1) a Naprendszer kisbolygóövében található aszteroida. H. Gessner fedezte fel 1953. december 4-én.